# Gerd Schulte-Hillen

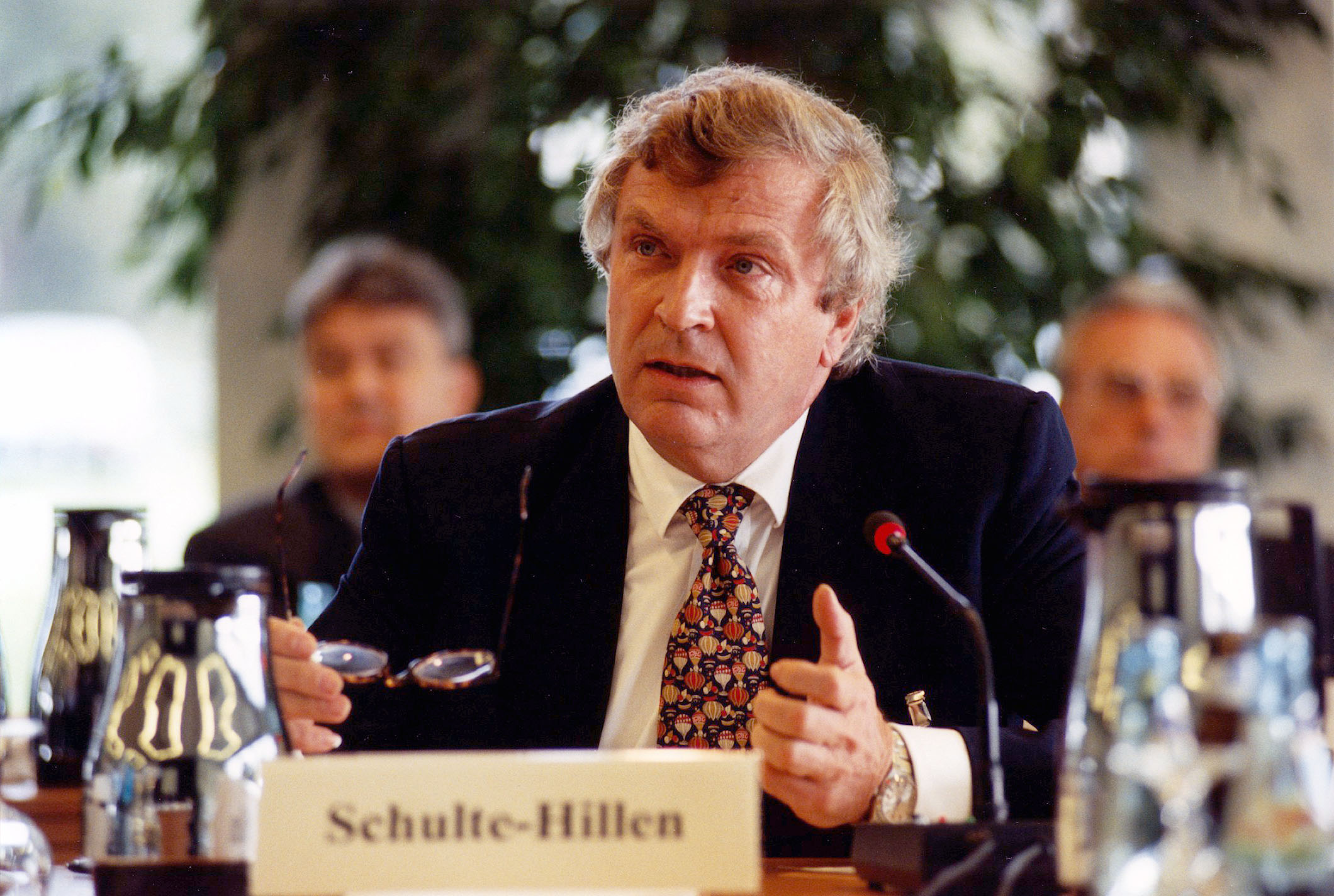
Gerd Schulte-Hillen, Symposium zum Carl Bertelsmann-Preis (1995)

Gerd Schulte-Hillen (* 1. Oktober 1940 in Menden; † 4. August 2021) war ein deutscher Manager.

## Leben
Schulte-Hillen studierte Maschinenbau und absolvierte ein betriebswirtschaftliches Aufbaustudium. Er wurde 1969 Assistent der Geschäftsleitung bei der Bertelsmann-Tochtergesellschaft Mohndruck in Gütersloh. Im Jahr 1973 übernahm er die Leitung der Tiefdruckerei von Gruner + Jahr in Itzehoe. Im Jahr 1981 übernahm er den Vorsitz im Vorstand von Gruner + Jahr. Sechs Jahre später, 1987, wurde er stellvertretender Vorstandsvorsitzender von Bertelsmann. Im Alter von 60 Jahren wechselte er in den Aufsichtsrat von Gruner + Jahr und Bertelsmann, jeweils als Vorsitzender. Von 2000 bis 2003 war er zudem stellvertretender Vorsitzender des Präsidiums und von 2001 bis 2003 stellvertretender Vorsitzender des Kuratoriums der gemeinnützigen Bertelsmann Stiftung.
Nach der Entlassung von Thomas Middelhoff als Vorstandsvorsitzendem musste auch Schulte-Hillen 2003 Bertelsmann verlassen, unter anderem deshalb, weil er die Fusion der Musiksparte BMG mit Sony Music abgelehnt hatte.
Seine Frau Irene († 2023) war Vorstandsvorsitzende der Deutschen Stiftung Musikleben. Sein Bruder Carl-Hermann Schulte-Hillen war Anwalt der Opfer im Contergan-Skandal.

## Wirken und Rezeption
Unter seiner Führung vervielfachte Gruner + Jahr seinen Umsatz und Ertrag. Das Unternehmen wurde zum größten Presseverlag Deutschlands. Zu den Niederlagen in seiner Wirkungszeit gehören der Skandal um die gefälschten Hitler-Tagebücher im Stern, für deren Veröffentlichung er einer der Hauptverantwortlichen war, und das Scheitern der Illustrierten Tango, die 1995 nach 37 Ausgaben eingestellt wurde. 
2006 beteiligte er sich als Mitgesellschafter bei der umstrittenen BV Deutsche Zeitungsholding (David Montgomery, Mecom Group) und fädelte dort den Kauf der früheren G+J-Blätter Hamburger Morgenpost, Berliner Zeitung und Berliner Kurier ein. 2007 verkaufte er seinen Anteil von 1,6 Prozent und arbeitete anschließend als selbständiger Strategieberater (Strategieberatung GSH). In der britischen Fernsehserie Hitler zu verkaufen, die auf dem Sachbuch von Robert Harris basiert, wird Schulte-Hillen von John Shrapnel dargestellt.

## Auszeichnungen
- 2002: Sächsischer Verdienstorden[7]
- 2008: Orden de Isabel la Católica (für Verdienste um Kunst und Wissenschaft)